# Phare de Long Beach Bar
Le phare de Long Beach Bar (en anglais : Orient Long Beach Bar Light), est un phare  de type screwpile situé un récif près de Orient, dans le Long Island Sound, dans le comté de Suffolk (Grand New York-État de New York). Il a ensuite été renforcé avec une fondation en béton. Sa présence précoce en tant que phare à vis lui a valu le surnom de "Bug Light", car il n'y en avait pas d'autres dans le voisinage.

## Histoire
Le phare d'origine, datant de 1871, a été détruit par un incendie en 1963. Une réplique a été reconstruite sur la fondation survivante. Le bâtiment a été ré-assemblé en 1990 et réactivé en tant qu'aide à la navigation en 1993.
Le Centre d'archives du Musée national d'histoire américaine possède une collection (n ° 1055) de cartes postales souvenirs de phares et en a numérisé 272 et les a mises à disposition en ligne. Celles-ci incluent des cartes postales de la barre de lumière Orient Long Beach avec des liens vers des cartes marines personnalisées fournies par la National Oceanic and Atmospheric Administration .

## Description
Le phare actuel  est une tour octogonale en bois,  avec galerie et lanterne de 20 m de haut, s'élevant des quartiers de gardien sur deux étages et montée sur une fondation en béton. Le phare est totalement blanc.
Son feu à éclats émet, à une hauteur focale de 19 m, un flash blanc de 0.6 secondes par période de 4 secondes. Sa portée est de 8 milles nautiques (environ 15 km).

## Caractéristiques dufeu maritime
Fréquence :  4 secondes (W)
- Lumière : 0.4 seconde
- Obscurité : 3.6 secondes

Identifiant : ARLHS : USA-448 ; USCG : 1-27975 - Admiralty : J0701.5 . 

### Lien connexe
- Liste des phares de l'État de New York